# Prince George (Columbia Britannica)
Prince George è una città del Canada, nel distretto regionale di Fraser-Fort George della provincia della Columbia Britannica.